# Jan Podlipný
Jan Podlipný (ur. 23 sierpnia 1848 w Hněvčeves, zm. 19 marca 1914 w Pradze) – czeski prawnik i polityk, burmistrz Pragi w latach 1897–1900, prezes Czeskiego Sokoła w latach 1889–1906.

## Życiorys
Pochodził z rodziny chłopskiej z gminy Hněvčeves koło Hořic, ukończył gimnazjum w Hradcu Králové i studia prawnicze na Uniwersytecie Karola (1874). Po ukończeniu uniwersytetu ożenił się z Anną Nebeską ze Starego Miasta i zamieszkał w Pradze. W 1880 roku otworzył własną kancelarię adwokacką. 
W 1885 został wybrany do praskiej rady miejskiej. Od 1889 był posłem do Sejmu Krajowego Królestwa Czech i prezesem Czeskiego Sokoła. Na czele grupy działaczy Sokoła w 1889 odwiedził wystawę światową w Paryżu, a trzy lata później wraz z działaczami Sokoła wziął udział w spotkaniu z prezydentem Francji i następcą tronu Rosji, co spotkało się z krytyką środowisk proaustriackich. W 1893 objął stanowisko zastępcy burmistrza Pragi, a 4 lata później został wybrany burmistrzem. Jednym z jego pierwszych działań jako burmistrz było wzięcie udziału w otwarciu francuskiego konsulatu w Pradze. Jego kadencja zakończyła się w 1900.
Zmarł w 1914, pochowano go na Cmentarzu Olszańskim w Pradze.

## Odznaczenia i wyróżnienia
Był Kawalerem Legii Honorowej oraz Orderu Korony Żelaznej. Był honorowym obywatelem m.in. Pilzna, Litovela oraz miast Mariánské Hory i Čáslav.

## Upamiętnienie
Jest patronem ulicy w Pradze, od 1935 w dzielnicy Libeň znajduje się jego pomnik.